# Ташкентский университет информационных технологий
Ташкентский университет информационных технологий имени Мухаммада ал-Хоразмий (сокращенно – ТУИТ) до 2002 года носил название Ташкентский электротехнический институт связи (сокращенно – ТЭИС), а с 2002 по 2017 год – Ташкентский университет информационных технологий. Основанный в 1955 году под названием Ташкентский электротехнический институт связи, сегодня университет является базовым высшим учебным заведением, готовящим высококвалифицированных специалистов в области информационно-коммуникационных технологий.
В Ташкентском университете информационных технологий имени Мухаммада ал-Хоразмий (далее - ТУИТ) и его 6 региональных филиалах сегодня функционируют 20 факультетов и 69 кафедр, в частности, в ТУИТ – 8 факультетов и 28 кафедр.
Сегодня в университете и его территориальных филиалах работают около 1000 преподавателей, из них 65 докторов наук и более 350 кандидатов наук.
В ТУИТ и его региональных филиалах обучается более 32 000 студентов по 26 направлениям образования и 37 специальностям, из них в ТУИТ обучается более 14 000 студентов.
В университете в 2023-2024 годах при 28 имеющихся кафедрах созданы 17 новых лабораторий, в том числе 14 — в сотрудничестве с такими отраслевыми предприятиями, как АО «Узбектелеком», Центр электромагнитной адаптации, оператор мобильной связи «Мобиуз» (ООО «УМС»), компания ZTE и другие, а также 3 лаборатории — за счет средств Всемирного банка.
В «Офисе регистратора», созданном в 2022 году для удобства студентов, на сегодняшний день функционируют 43 вида услуг в формате «единого окна».

## История
Ташкентский университет информационных технологий имени Мухаммада ал-Хоразмий (сокращенно – ТУИТ) был основан в 1955 году. До 2002 года он назывался Ташкентский электротехнический институт связи (сокращенно — ТЭИС). 1 июня 2002 года согласно указу Президента Республики Узбекистан институт был преобразован в университет и в 2002–2017 годах действовал под названием Ташкентский университет информационных технологий. В 2017 году университету было присвоено имя великого ученого Мухаммада ал-Хоразмий.

### 1955-1965 гг.
- 28 июня     1955 года – начал деятельность Ташкентский электротехнический институт     связи (приказ №487 министра связи бывшего СССР). И.о. ректора — Н.Б.Мацкевич.
- 1957 г. –     назначение М.И. Астахова ректором.
- 1957/1958     гг. – открыты факультет радиосвязи и радиовещания, а также вечернее и     заочное отделения.
- 1961 г. –     институт переехал в новое здание. Создана учебно-производственная база.
- 1965 г. –     численность студентов – 4000, количество кафедр/лабораторий – 21/40, число     выпускников — 915.

### 1966-1975 гг.
- 1966-1970     гг. – подготовлено 1900 инженеров электросвязи.
- 1966 г. –     после Ташкентского землетрясения на территории института построены 3     учебных павильона.
- 1966 г. –     сданы в эксплуатацию два общежития по 480 мест каждое (бывшая ул. Жахон     Обидовой – ныне Богишамол).
- 1969 г. –     на базе факультета телефонно-телеграфной связи организованы факультеты     автоматической электрической связи и многоканальной связи.
- 1972 г. –     С.Н. Колесов назначен ректором института.
- 1973 г. – на     территории института построены дом на 40 квартир, двухэтажная студенческая     столовая и два специальных здания для вычислительного центра.

### 1976-1985 гг.
- 1976 г. –     Д.А. Абдуллаев (д.т.н., профессор, академик) назначен ректором института.
- 1979 г. –     созданы опорные пункты заочного факультета в Фергане, Фрунзе (ныне     Бишкек), Душанбе и Алматы.
- С 1974 г. –     ежегодно 400 студентов участвовали в студенческих строительных отрядах в     Узбекистане, России и Кыргызстане.
- 1979 г. –     библиотечный фонд института превысил 300 тыс. книг и журналов.
- 1982 г. – введены     в эксплуатацию три 9-этажных общежития.

### 1986-1995 гг.
- 1986/1987     гг. – начат прием студентов из Азии, Африки и Южной Америки.
- 1990 г. –     институт имел 27 кафедр, 75 учебных центров, 17 научных лабораторий, вычислительный     центр и 3 компьютерных класса, центр цветного телевидения.
- 1991 г. –     открыт филиал института в Термезе.
- 1991 г. –     началась подготовка аспирантов по 3 специальностям, разрешена защита     кандидатских диссертаций.
- 1992 г. –     ректором назначен академик Т.Д. Раджабов.
- 1993 г. –     открыт специальный факультет подготовки офицеров связи.
- 1994 г. —     основан Учебный центр телекоммуникаций Центральной Азии.
- 1994/1995     гг. — начата подготовка кадров по телекоммуникациям, телевидению,     радиовещанию, радиосвязи и менеджменту.

### 1996-2005 гг.
- 1996 г. –     по приказу Министерства связи создан факультет инженерно-экономических     специальностей.
- 1997 г. –     начал работу лицей-интернат при институте.
- 1999 г. –     институт выпустил 808 инженеров и бакалавров.
- 1999 г. –     открыто отделение магистратуры.
- 2002 г. –     по указу Президента Узбекистана ТЭИС переименован в ТУИТ.
- 2002/2003     гг. – начата подготовка бакалавров и магистров по новым направлениям:     электронная коммерция и информационная безопасность.
- 2005 г. –     открыты региональные филиалы ТУИТ в Карши, Нукусе, Самарканде, Ургенче и     Фергане.

### 2006-2015 гг.
- 2007 г. –     открыт Центр информационного обмена «Узбекистан-Корея» при ТУИТ в     сотрудничестве с Национальным агентством информации Кореи (NIA).
- 2009 г. – в     соответствии с постановлением Президента Республики Узбекистан открыт     факультет «Телевизионные технологии».
- 2010 г. –     при кафедре электроники открыт центр технологий NATIONAL INSTRUMENTS.
- 2013 г. –     согласно постановлению Президента Республики Узбекистан №ПП-1942 в экзамены на технические направления     добавлен иностранный язык.
- 2013–2015     гг. – реализованы курсы компьютерной грамотности «Бунёдкор ёшлар 2013»,     «2014» и «2015» в ТУИТ и его филиалах.
- 2013 г. –     открыт учебный центр «Электронное правительство» при ТУИТ (приказ №366 от     30.09.2013), в котором прошли обучение свыше 9195 госслужащих.

### 2016–2023 гг.
- 2017 г. –     университету присвоено имя Мухаммада ал-Хоразмий.
- 2018 г. –     ТУИТ одним из первых среди вузов перешел на кредитную систему образования.
- 2019 г. –     открыт совместный узбекско-белорусский факультет информационных     технологий.
- 2019 г. –     открыт Учебный медиацентр в партнерстве с JICA.
- 2020 г. –     открыт Центр обработки данных (Data Center).
- 2021 г. –     начал работу филиал ТУИТ в Нурафшане (Ташкентская область).
- 2022 г. –     открыт инкубационный центр TUIT Incubation Center.
- 2022 г. –     начат прием студентов на дистанционное обучение.
- 2022 г. –     введен в эксплуатацию новый учебный корпус «F».
- 2023 г. –     открыт современный спортивный комплекс.

### 2024 г.
- Полностью     отремонтированы корпуса B и C. Вестибюль оформлен в современном стиле с     национальными элементами.
- Создана     библиотека, обслуживающая более 500 студентов одновременно, оснащенная     современными технологиями.
- Основана     Высшая инженерная школа информационно-коммуникационных технологий и     искусственного интеллекта.
- По     принципу «Отрасль – Предприятие – Вуз» созданы 14 новых лабораторий в     сотрудничестве с отраслевыми предприятиями.

### 2025 г.
- С 28 марта     по 8 апреля в «Кубке университета» приняли участие более 3000 студентов.     На выставку «Технологии будущего» представлено около 1000 проектов, более     300 из которых прошли в финал.
- Апрель     2025 года объявлен Министерством высшего образования, науки и инноваций     первым в стране «Месяцем инженерии». 8 апреля в ТУИТ имени Мухаммада     ал-Хоразмий состоялась торжественная церемония открытия. В мероприятии     приняли участие министр Кунгратбой Шарипов, министр цифровых технологий     Шерзод Шерматов, а также руководители и преподаватели инженерных вузов.

## Показатели в международных рейтингах
Ташкентский университет информационных технологий имени Мухаммада ал-Хоразмий с каждым годом укрепляет свои позиции в авторитетных международных рейтингах. В частности, в 2024 году впервые три высших образовательных учреждения нашей республики вошли в список лучших университетов по версии престижной рейтинговой организации Times Higher Education (THE). Авторитетная британская международная рейтинговая организация Times Higher Education опубликовала список ТОП-1000 университетов мира — World University Rankings-2025.
Ташкентский университет информационных технологий имени Мухаммада ал-Хоразмий занял позицию TOP-1501+ в международном рейтинге WUR (World University Rankings) от престижной организации Times Higher Education (THE).
Университет впервые занял позицию TOP-1501+ в общемировом рейтинге (WUR), вошел в TOP-5 среди университетов Центральной Азии и Закавказья, а также в TOP-3 среди высших учебных заведений Узбекистана по версии Times Higher Education.
Кроме того, Ташкентский университет информационных технологий имени Мухаммада ал-Хоразмий занял позицию в TOP-500 мира в рейтинге “Interdisciplinary Science Ranking” (Междисциплинарный научный рейтинг), опубликованном международной организацией Times Higher Education (THE).
Престижная международная рейтинговая организация Times Higher Education (THE) в сотрудничестве с фондом “Schmidt Science Fellows” впервые опубликовала результаты рейтинга “Interdisciplinary Science Ranking”.
Международная рейтинговая организация QS (Quacquarelli Symonds) объявила результаты рейтинга университетов Азии на 2025 год (QS Asia University Rankings – 2025). В этом рейтинге Ташкентский университет информационных технологий имени Мухаммада аль-Хоразмий продемонстрировал высокие результаты и стал одним из ведущих университетов региона.
Университет признан одним из лучших вузов в международном рейтинге QS.
ТУИТ, обладая оценкой 4⭐️ от QS STAR, поднялся на 110 позиций в рейтинге QS азиатских университетов. Согласно результатам, университет улучшил свое прежнее место с диапазона 651–700 до 541-го, заняв при этом 34-е место среди вузов Центральной Азии.
Также, согласно данным независимой рейтинговой платформы edurank.org, которая оценивает университеты на основе метрик, ТУИТ укрепил свои позиции. В частности, по сравнению с предыдущими годами, университет поднялся на 235 позиций. Примечательно, что в этом рейтинге он признан лучшим вузом в ряде специальностей. Так, в области информационных технологий он занял 788 место в мире, а в Узбекистане – 1 место по направлениям: компьютерный инжиниринг, кибербезопасность, телекоммуникации и искусственный интеллект (AI).
Ташкентский университет информационных технологий имени Мухаммада аль-Хоразмий также вошел в число 1000 лучших вузов мира по версии международного рейтинга UI Green Metric World University Ranking.
Согласно текущим результатам рейтинга международного агентства UI Green Metric World University Ranking, ТУИТ признан устойчиво развивающимся университетом и включен в список TOP-1000 высших учебных заведений мира.

## Международные связи университета
Ташкентский университет информационных технологий имени Мухаммада ал-Хоразмий и его региональные филиалы имеют в общей сложности 223 соглашения о сотрудничестве, соглашения и меморандумы с 190 университетами из 57 стран, 7 научно-исследовательскими центрами, 26 организациями и компаниями. В частности, ТУИТ подписаны 204 соглашения о сотрудничестве, соглашения и меморандумы с 175 университетами из 35 стран, 5 научно-исследовательскими центрами, 24 организациями и компаниями.
В 2020-2024 годах ТУИТ впервые начал реализацию трех проектов в качестве грантхолдера в рамках программы Европейского союза «Erasmus+». Кроме того, в рамках этой же программы ЕС осуществляется реализация 9 проектов.
На 2022–2027 годы реализуется инвестиционный проект «Глобальная программа образования в сфере ИТ-бизнеса и создание FabLab» при поддержке южнокорейской организации KOICA.

## Духовно-культурные мероприятия в ТУИТ
Университет стремится не только к обучению, но и к созданию возможностей, способствующих личностному и коллективному развитию студентов. В частности, в университете и его филиалах, а также в местах отдыха с живописной природой, таких как Акташ, регулярно организуются специальные мероприятия Team-building. Эти мероприятия способствуют укреплению командного духа среди студентов, формированию культуры взаимопонимания и поддержки. Поездки организуются в различных форматах. В них, помимо студентов с высоким показателем GPA, участвуют также активные и дисциплинированные студенты, проявившие себя в жизни университета. Иностранные студенты также принимают участие наравне с другими. В рамках Team-building проводятся различные спортивные соревнования, открытые беседы и круглые столы в особой атмосфере.

### Open Air Movie Night
На открытом воздухе в университете проводится мероприятие “Open Air Movie Night”, которое с большим интересом и волнением ожидается студентами в дни практически всех крупных праздников. “Open Air Movie Night” – это уникальное событие, объединяющее музыкальные программы и просмотр любимых фильмов, создающее атмосферу для приятного времяпрепровождения студентов и заведения новых знакомств. В каждом таком мероприятии участвуют более 1000 студентов. Основная цель — создать условия для отдыха, творческого подхода, общения и повышения креативности студентов.

### TUIT Party
Глубоко полюбившееся студентам ТУИТ и ставшее традиционным мероприятие “TUIT Party” – одно из самых ярких и интересных событий в общественной жизни университета, которое проводится ежегодно в связи с различными праздниками и окончанием учебных семестров. Особенно атмосферной и сплочающей является “TUIT New Year’s Party”, организуемая накануне Нового года, дарящая студентам настоящую праздничную атмосферу.
С целью разнообразить студенческую жизнь, пропагандировать физическую активность и формировать атмосферу дружеской конкуренции ежегодно традиционно проводятся спортивные соревнования “Кубок ректора”. Это отличная возможность для студентов проявить свои способности в спорте и культуре, а также пропагандировать здоровый образ жизни. Студенты могут участвовать в соревнованиях по следующим видам спорта:
- Футбол;
- Волейбол;
- Баскетбол;
- Легкая атлетика;
- Настольный теннис;
- Мини-футбол;
- Шахматы и шашки;
- Гандбол;
- Армрестлинг и др.

### Клубы «Zakovat» при ТУИТ
В Ташкентском университете информационных технологий имени Мухаммада ал-Хоразмий и его региональных филиалах постоянно действуют клубы «TATU Zakovat Klub», в рамках которых регулярно проводятся интеллектуальные игры для студентов. Для обеспечения объективности, честности и прозрачности игр они организуются в сотрудничестве с ННО «Zakovat». Команды, победившие на факультетском и университетском уровнях, по установленному порядку получают поощрения.
С целью повышения социальной активности студентов и содержательного проведения их свободного времени в университете на высоком уровне проводится конкурс “КВН – Кубок ректора”. Команды соревнуются по установленным условиям, а по итогам баллов отбираются лучшие команды, проходящие в финал. Победители финала награждаются денежными премиями и переходящим кубком.
В рамках программы “Путешествуй по Узбекистану!” для студентов, преподавателей и сотрудников регулярно организуются поездки по историческим городам и местам паломничества (в частности, Бухара, Паркент, Зангиата, Самарканд, Джизак, Ургенч – Хива, Бухара, Самарканд, Нукус – Муйнак, Фергана). Организованы экскурсии по туристическим жемчужинам древних городов и историческим памятникам.
Среди студентов также проводятся конкурсы, фестивали, форумы, организуются посещения музеев, театров, парков и кинотеатров. Наряду с этим начало свою деятельность радио “TUIT FM”, которое в большие перерывы транслирует песни о любви к Родине по заявкам и поздравлениям студентов.
Значимые даты и государственные праздники в университете проходят в особой атмосфере. На праздниках, таких как Навруз и Новый год, сервируются богатые угощениями столы, готовятся и раздаются национальные блюда. Особое внимание уделяется студентам, проживающим в общежитиях, – они активно вовлекаются в такие мероприятия, как “Сайль Сумаляк” и “Чемпионаты по плову”, где принято делиться угощением со всеми участниками.
В общежитиях университета созданы все условия для студентов. Бесперебойно работает Wi-Fi, имеются отдельные компьютерные классы, библиотеки, парикмахерская, швейная мастерская, прачечная с установленными стиральными машинами и другие удобства.

## Инкубационный центр ТУИТ
Создан Инкубационный центр «TUIT Incubation Center» Ташкентского университета информационных технологий имени Мухаммада ал-Хоразмий, который начал свою деятельность в 2022 году.
Целью центра является объединение представителей различных отраслей с целью достижения новых успехов в сфере информационно-коммуникационных технологий, создания научных и стартап-проектов, а также поиска инновационных решений. Центр предоставляет широкие возможности для проведения исследований над стартапами и разработками как студентам университета, так и студентам других направлений – финансово-экономических, производственных и др.
В настоящее время в центре ведется подготовка 28 стартап-проектов и разработок к коммерциализации. Особое внимание уделяется стартапам, разработанным самими студентами. Учитывая высокий потенциал проектов, создаваемых молодыми учеными, Научно-исследовательский и трансферный центр университета ежегодно проводит акселерационные программы. Эти программы строятся на принципе «от идеи – к рынку» и в первую очередь ориентированы на студентов при активном участии профессорско-преподавательского состава. В основе большинства стартапов лежат научные новшества и идеи, взятые из других проектов.
Коворкинг-центр оснащен 35 рабочими местами, комфортабельными условиями, доступом в интернет и компьютерным оборудованием. Студенты и специалисты отрасли могут работать там в круглосуточном режиме 24/7. Одна из главных задач центра – не только формирование и развитие стартапов, но и создание брендов, известных не только в Узбекистане, но и за его пределами.
В университете функционируют 32 научно-инновационные лаборатории, все из них тесно связаны с инкубационным центром «TUIT Incubation Center». Центр играет ключевую роль в развитии стартап-экосистемы университета и в популяризации достигнутых результатов.
На базе центра регулярно проводятся воркшопы и тренинги с участием специалистов отрасли. Их цель – внедрение студенческих идей в реальные сферы деятельности и аналитическая проработка актуальных задач, требующих решений.

## Центр духовности и просветительства
30 января 2025 года в Ташкентском университете информационных технологий имени Мухаммада ал-Хоразмий состоялась торжественная церемония открытия нового центра «Духовность и просветительство».
Церемония открытия Центра «Духовность и просветительство»
В мероприятии приняли участие министр цифровых технологий Республики Узбекистан Шерзод Шерматов и министр высшего образования, науки и инноваций Кунгратбой Шарипов, которые выступили с речами о значении нового центра.
Создание данного комплекса направлено на воспитание студенческой молодежи на основе национальной истории, великих традиций нашего народа и наследия предков, на развитие их интеллектуального потенциала и формирование креативного мышления. Комплекс оснащен в соответствии с международными стандартами и включает в себя:
- Павильон с     наглядными экспозициями, продвигающими национальные ценности и обычаи;
- Уголок     джадидов;
- Уголок     представителей Ренессанса;
- Музей, посвященный     жизни и творчеству писателя Саида Ахмада и поэтессы Саиды Зуннуновой;
- Уголок     «Новый Узбекистан — новое мировоззрение»;
- Клуб     молодых творцов.

## Достижения студентов университета

### Достижения талантливой студенческой молодежи ТУИТ имени Мухаммада ал-Хоразмий в 2021 году
В 2021 году 60 студентов ТУИТ и его региональных филиалов стали обладателями 7 видов государственных и отраслевых стипендий, а 23 студента заняли призовые места в 14 различных международных и республиканских олимпиадах и конкурсах. В частности, 15 студентов университета удостоились президентской и именных стипендий Республики Узбекистан: 3 студента стали обладателями стипендии Президента Республики Узбекистан, 2 студента – стипендии имени Ислама Каримова, 8 студентов – стипендии имени Беруни, 1 студент – стипендии имени Иброима Юсупова, 1 студент – стипендии имени Тулепбергена Каипбергенова. Также 29 студентов стали стипендиатами имени Мухаммада ал-Хоразмий, учрежденной Указами и Постановлениями Президента Республики Узбекистан; 15 студентов получили министерские стипендии; 1 студент – стипендию Научно-технического общества радиотехники, электроники и связи Республики Узбекистан.
На Республиканской олимпиаде по предмету «Компьютерная графика» 2 студента заняли 1 и 2 места.
Студенты университета активно участвовали в конкурсах в рамках «Technoways», международном хакатоне «StudentHack2021», международной олимпиаде по программированию «RUCODE», международной научной олимпиаде, хакатоне «Data-хакатон СНГ по решению глобальных социальных задач» и других соревнованиях, проводимых в стране, и завоевали дипломы и награды.
В частности:
в рамках марафона технологического развития «TECHNOWAYS», прошедшем с 13 по 16 октября 2021 года в городе Джизак, студент ТУИТ занял 2 место в номинации «Лучшее программное обеспечение»;
с 10 по 14 ноября 2021 года в Ташкентском университете Amity на международном хакатоне «StudentHack2021» 2 студента заняли 1 место и еще 2 студента – 2 место;
в конкурсе «mGovAward Contest Sahiya team member» победили 5 студентов ТУИТ;
1 студент стал победителем соревнования IT-PARK CUP в рамках проекта «One million uzbek Coders»;
с 23 по 28 октября 2021 года в Казани (Россия) на Международной научной олимпиаде по менеджменту 1 студент занял 1 место;
12 декабря 2021 года еще 1 студент занял 1 место на международной олимпиаде по менеджменту;
21-22 августа 2021 года 1 студент стал победителем в номинации «Data-хакатон СНГ» конкурса «World AI & Data Challenge»;
В мае 2021 года 5 студентов стали победителями в направлении «Информационная безопасность» международной олимпиады по финансовой безопасности;
В 2021 году между ТУИТ и компанией «Sababa Security» подписан меморандум о сотрудничестве, и 3 студента получили право пройти стажировку в компании с 1 апреля по 30 июня;
На Республиканской олимпиаде по «Компьютерной графике» 2 студента университета заняли 1 и 2 места;
3 студента ТУИТ стали победителями международного конкурса по программированию «RUCODE».

### Достижения талантливой студенческой молодежи ТУИТ имени Мухаммада ал-Хоразмий в 2023 году
В 2023 году 106 студентов ТУИТ и его региональных филиалов стали обладателями 7 видов государственных и отраслевых стипендий, а 24 студента заняли призовые места в 11 различных международных и республиканских олимпиадах и конкурсах. В частности, 22 студента стали обладателями президентской и именных стипендий Республики Узбекистан: 6 студентов – стипендии Президента Республики Узбекистан, 5 студентов – стипендии имени Ислама Каримова, 9 студентов – стипендии имени Беруни, 1 студент – стипендии имени Тулепбергена Каипбергенова, 1 студент – стипендии имени Иброима Юсупова. Кроме того, 56 студентов стали стипендиатами имени Мухаммада ал-Хоразмий, учрежденной Указами и Постановлениями Президента Республики Узбекистан, а 28 студентов получили министерские стипендии.
С 23 по 28 апреля 2023 года на Международной олимпиаде по математике (OMOUS–2023), прошедшей в Международном университете гуманитарных наук и развития Республики Туркменистан, 1 студент занял 2 место, 3 студента – 3 место в категории A (обучающиеся по направлениям математики и информатики).
В мае 2023 года 1 студент университета занял 1 место на Республиканской олимпиаде по предмету «Информатика и информационные технологии».
В октябре 2023 года 1 студент университета завоевал бронзовую медаль на Международной олимпиаде имени Мухаммада ал-Хоразмий в Нукусе.
В том же месяце в финале III Международной олимпиады по финансовой безопасности в федеральном центре «Сириус» в городе Сочи (Россия) 1 студент ТУИТ стал победителем.
10-12 ноября 2023 года 5 студентов ТУИТ стали победителями хакатона «TechGenius», организованного при участии Министерства высшего образования, науки и инноваций и Представительства ПРООН в Узбекистане.
С 10 по 12 ноября 2023 года в хакатоне «TechGenius», организованном Национальным офисом по внедрению инноваций и трансферу технологий при Министерстве высшего образования, науки и инноваций совместно с Представительством Программы развития Организации Объединенных Наций (UNDP) в Узбекистане и при участии международных экспертов, 5 студентов ТУИТ стали победителями.
3-4 октября 2023 года в рамках программы «Саммит по кибербезопасности — Центральная Евразия, CSS 2023» на международном саммите «Cyberkent» 3 студента ТУИТ заняли все призовые места (1, 2 и 3) в индивидуальном зачете CTF-соревнования. В командном зачете конкурса CTF команда студентов ТУИТ «BALMAT13_SKW4D» заняла 1 место среди всех участников.
27–29 ноября  1 студент ТУИТ стал победителем конкурса «2nd WorldSkills Asia Competition Abu Dhabi 2023», показав высокие результаты.
В ноябре студент университета успешно завершил курс «App Development with Swift» от американской компании Apple и получил специальный сертификат профессионального тренера.
12-13 декабря команда «Code Of Duty» (3 студента) заняла 2 место и стала чемпионом Узбекистана в финале международного конкурса по программированию NEERC (полуфинал ICPC), проходившем в Астане (Казахстан). Также команда «Algo Experts» (3 студента) награждена дипломом II степени.
На университетском этапе конкурса «Студент года – 2023» в ТУИТ победу одержали 11 студентов.
21-23 июня 2023 года на марафоне технологического развития «TechnoWays» в Ташкентском государственном экономическом университете студент факультета компьютерной инженерии Хамиджонов Зухриддин Хусниддин угли занял 3 место с научно-инновационным проектом «Walk Assistant». Студент факультета телевизионных технологий Ваххобов Сардор Акбар угли награжден сертификатом и ценным подарком за активное участие с проектом «Arduino nano:MTBOT».
В декабре 2023 года 5 команд университета и его филиалов приняли участие в конкурсе «President Tech Award», учрежденном Президентом Республики Узбекистан, и в общей сложности завоевали призы на сумму 380 тысяч долларов США. Три команды заняли 1-е места в различных номинациях и получили по 100 тысяч долларов каждая, одна команда заняла 2 место (50 тыс. долларов), еще одна — 3 место (30 тыс. долларов).
Кроме того, 7 декабря 2023 года три проекта студентов университета включены в список «признанных работ» на конкурсе GPT-Hackathon, и их авторы награждены сертификатами.

### Достижения талантливой студенческой молодежи ТУИТ имени Мухаммада ал-Хоразмий в 2024 году
В 2024 году 116 студентов ТУИТ и его региональных филиалов стали обладателями 7 видов государственных и отраслевых стипендий, а 88 студентов заняли призовые места в 11 различных международных и республиканских олимпиадах и конкурсах. В частности:
Ожидается, что в 2024 году 25 студентов ТУИТ и его филиалов станут обладателями президентской и именных стипендий Республики Узбекистан. В частности, на стипендию Президента Республики Узбекистан претендуют 6 студентов, на стипендию имени Ислама Каримова – 7, имени Беруни – 10, имени Иброима Юсупова – 1, имени Тулепбергена Каипбергенова – 1 студент (соответствующие документы поданы). Кроме того, ожидается, что 60 студентов получат стипендию имени Мухаммада ал-Хоразмий, учрежденную Указами и Постановлениями Президента Республики Узбекистан, и 31 студент – министерскую стипендию (Заключительные процедуры по присуждению стипендий находятся на рассмотрении рабочих групп Министерства высшего образования, науки и инноваций, а также Министерства цифровых технологий.).
С 3 по 8 марта 2024 года на Международной олимпиаде по математике (OMOUS-2024), прошедшей в Международном университете гуманитарных наук и развития Республики Туркменистан, 2 студента университета заняли 3 место и награждены бронзовыми медалями в категории A (обучающиеся по направлениям математики и информатики).
С 22 по 26 апреля 2024 года в городе Екатеринбург (Российская Федерация) в рамках традиционного XIV Евразийского молодежного экономического форума студент ТУИТ занял 1 место в Международной научно-практической олимпиаде «Инновационная Евразия» с проектом на тему «Цифровые решения для здравоохранения: экономическая эффективность и доступность».
8 июня 2024 года на Республиканской олимпиаде по предмету «Информатика и информационные технологии» 2 студента университета заняли 1 и 2 места, 1 студент Ферганского филиала ТУИТ – 3 место.
В августе 2024 года 3 студента ТУИТ стали победителями программы Huawei Seeds for the Future.
20 августа 1 студент ТУИТ занял 2 место на Международной интернет-олимпиаде по информатике в направлении «Компьютер как универсальное устройство».
14 августа 1 студент ТУИТ занял 3 место на Международной олимпиаде «Mir-Olimpiad» по программированию на языке Python.
В октябре 2024 года 1 студент ТУИТ стал победителем финального этапа Международной олимпиады по финансовой безопасности, прошедшей в федеральном центре «Сириус» в городе Сочи (Российская Федерация).
В октябре 2024 года по итогам конкурса, проведенного в соответствии с постановлением «О присуждении специальной стипендии Центрального банка Республики Узбекистан для талантливых студентов высших образовательных учреждений», 5 студентов университета стали обладателями специальной стипендии Центрального банка.
В международном конкурсе «Huawei Tech4Good Global» 1 студент ТУИТ получил награду «Silver Award».
В 2024 году 1 студент ТУИТ стал победителем Республиканского конкурса “Mirzo Ulug‘bеk vorislari”(Наследники Мирзо Улугбека).
В рамках недели «TUIT Bright Future Week» в 2024 году более 1000 студентов приняли активное участие в различных конкурсах, хакатонах и соревнованиях; 38 из них заняли призовые места.
На хакатоне ROAD PATROL Hackathon 2024, посвященном VR-спорту, робототехнике, будущим транспортным технологиям и эксплуатации дронов, 6 студентов ТУИТ стали победителями.
В 2024 году 3 студента ТУИТ стали победителями хакатона по визуализации данных «Устранение цифрового неравенства» 2024 года.
В четвертьфинале Международной олимпиады по программированию ICPC, прошедшем в ноябре 2024 года, студенты ТУИТ заняли 1 и 4 места и награждены дипломами I степени.
На университетском этапе конкурса «Самый активный студент года» в ноябре 2024 года победителями стали 18 студентов ТУИТ.
На фестивале «Инновационные технологии в оборонной сфере» (MSITF–2024) студенты университета заняли 3 место в соревновании по робототехнике «Транспортные технологии будущего». Кроме того, они заняли 1 место в номинации «Лучший мастер робототехники» (MSITF–2024).
В международном конкурсе «TEKNOFEST 2024» в Турции 2 студента ТУИТ стали победителями в направлении «Barrier-Free Living Technologies Competition» и удостоены награды в номинации «Commercialization Potential Award».
29 сентября 2024 года на международном соревновании International First Global Challenge в Греции команда Узбекистана заняла почетное 2 место. 1 сотрудник университета и 1 студент были награждены серебряными медалями.
22 октября на первом этапе университетской олимпиады по криптологии победителями стали 3 студента ТУИТ.
17 ноября студент ТУИТ занял 3 место на Республиканской олимпиаде по криптологии.

## Факультеты
- Профессиональное образование в сфере ИКТ
- Экономика и менеджмент в сфере ИКТ
- Информатизация и библиотековедение
- Компьютерный инжиниринг
- Программный инжиниринг
- Телевизионные технологии
- Телекоммуникационные технологи
- Технологии почтовой связи
- Информационная безопасность
- Специальный факультет МО РУз

## Филиалы
Постановлением Президента Республики Узбекистан в 2005 году были организованы региональные филиалы ТУИТ в Карши, Нукусе, Самарканде, Ургенче, Нурафшане и Фергане.